# ابراز همدردی
ابراز همدردی (به انگلیسی: Mimpathy) یک مفهوم فلسفی است که با همدلی و همدردی مرتبط است. در فرهنگ لغت فلسفه Dagobert D. Runes در سال ۱۹۴۲، هرمان هاوشیر، مشارکت‌کننده، ابراز همدردی را به‌عنوان به اشتراک گذاشتن احساسات دیگری دربارهٔ یک موضوع، بدون اینکه لزوماً احساس همدردی را تجربه کند، تعریف می‌کند.